# ジェームズ・ハットン
ジェームズ・ハットン（James Hutton、ユリウス暦1726年6月3日 - グレゴリオ暦1797年3月26日）は、イギリスの地質学者。近代地質学の基礎となる地球観である斉一説の提唱者として知られ、その説を証明する地質学上有名なハットンの不整合をスコットランドのジェドバラとシッカーポイントで発見した。また、火成論者としても知られ、その研究から地球の年齢が非常に古いことを示し、地質学が従来のキリスト教的「若い地球」観から脱却することにつながった。

## 人物・生涯

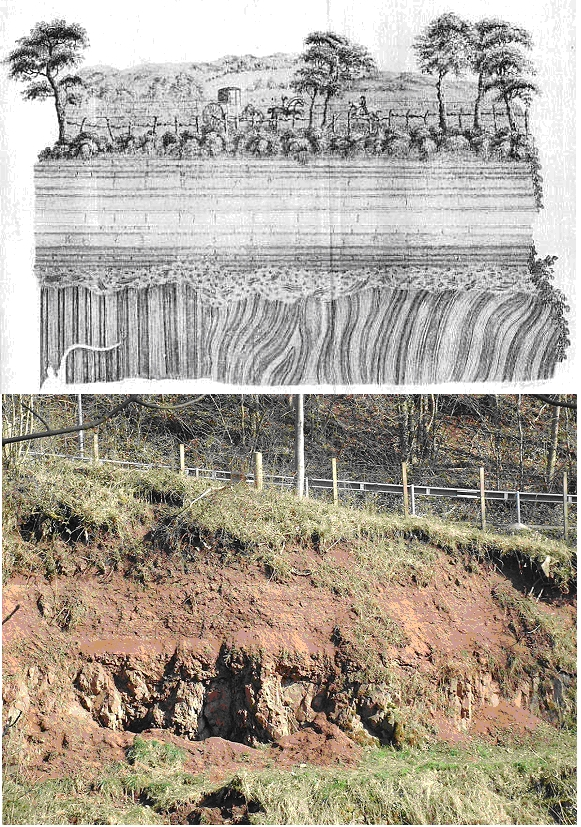
英国ジェドバラにおけるハットン不整合の挿絵（上）と2003年写真（下）

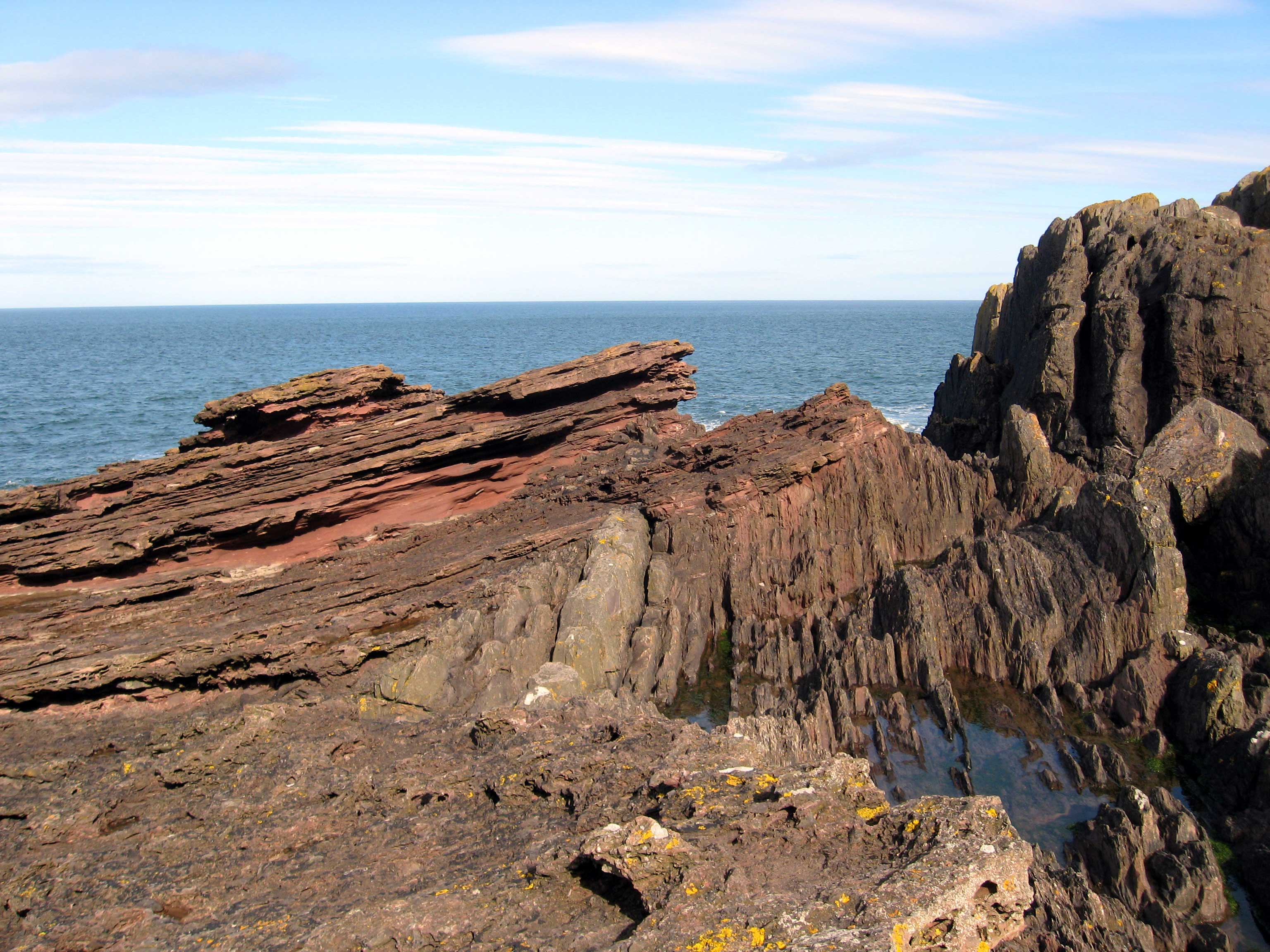
シッカーポイントの傾斜不整合

商人の子としてスコットランドのエディンバラに生まれ、1736年、10歳の時エディンバラのロイヤル･ハイ･スクールに入学し、ラテン語、ギリシャ語、数学を学んだ。1740年11月、14歳で大学に入学し、エディンバラ大学で法律を学び、1743年の春卒業し、母親の縁故で弁護士事務所に就職するが、彼に適していなかった。1744年の秋にパリ大学、ライデン大学で医学、化学を学ぶ。
1745年8月、秋の授業再開を待っていたとき、チャールズ・エドワード・ステュアート（ジェームズ2世の孫、国外追放されたジェームズ3世の息子）が反乱を起こした。ハットンの勉学の邪魔になったばかりでなく、エディンバラの市民に多大な影響を及ぼした。1747年の末、パリに移り、パリ大学で、医学の勉強を続けた。1749年9月には、ライデン大学で医学の学位を得た。この時の論文は「マイクロコスモスの血液と循環」と題するもので、のちに地球についても「循環」という考え方を適用した。
ハットンは、コリン・マクローリンの自然哲学の講座においてアイザック・ニュートンの考えに初めて触れた。それが後のハットンの考えに重要な作用することとなった。
一時期父の残した農場の経営に当たるが、1768年末、20年ぶりでエディンバラに戻った。独身であったが1770年にセント・ジョンズ・ヒルに家を建て、いずれも未婚の3人の姉妹と一生に生活した。
エディンバラで研究生活に入り、スコットランド、イングランド、北部フランス、オランダを旅行、各地の地質を観察する。
ジェイムズ・ハットンの地球についての学説発表のための第一回目の講演会が1785年3月7日、エディンバラ王立協会主催で大学図書館で開かれた。二回目は4週間後の4月4日に行われた。
1795年『地球の理論』（The Theory of Earth）を出版。しかし難解であったため、当時は評価されなかった。1802年に、ハットンの友人であるエディンバラ大学の数学教授ジョン・プレイフェア（John Playfair）が『ハットンの地球理論の解説』（Illustrations of the Hattonian Theory of Earth）を1802年に出版、一般に理解される。
ハットンは4年前から病に冒されており、1797年3月26日の土曜日の夕刻、70歳の生涯を閉じた。エディンバラ城の南にある町中で一番広いグレイフライアの墓地に葬られた。
ハットンは現在の自然現象を元に過去の地質現象を合理的に説明することに努め、地下の火の作用を重視して、熱の膨張力が大地を隆起させ、地層を変化させ、この過程で地殻に割れ目を生じ、マグマが進入すると考えた。また、火山は広域的な大地の上昇の安全弁とみなした。A・G・ウェルナーが水成起源とした花崗岩を火成起源とみなし、火成論者の代表とされたが、二次岩層の形成など水の作用も重視した。
ハットンの説はライエルにより高く評価され、かれの著書『地質学原理』によって広く普及することになった。
ジョゼフ・ブラック、 ジェームズ・ワット、アダム・スミスらと交流があった。

## 地球の年齢について
地球の年齢について数字でたどり着けるか？　ダーウィンは『種の起源』初版で、一例としてイギリス南部のウィールドの谷が三億年かかって形成されたと書いた。大批判が起こり、第3版からこの推定値を省いた。数年後から地球の年齢を計算しようという本格的な試みが始まった。